# Cyprus Broadcasting Corporation
Радиовещательное учреждение Республики Кипр (греч. Ραδιοφωνικό Ίδρυμα Κύπρου, PIK) — кипрская государственная телерадиокомпания .

## История

### Киприотское радиовещание (1953 - 1959)
4 октября 1953 было создано Киприотское радиовещание (Κυπριακή Ραδιοφωνία) и запустила два радиоканала - Πρώτο Πρόγραμμα (на греческом языке) и Δεύτερο Πρόγραμμα (на турецком, армянском и английском языках). В те годы, когда Республика Кипр была английской колонией, оно вещало на греческом, турецком и английском языках, а через 4 года начинает вещание было создано Киприотского телевидения (Κυπριακή Τηλεόραση), запустившее также одноимённый телеканал.

### Радиовещательный институт Кипра (с 1959)
В 1959 году Киприотское радиовещание и Киприотское телевидение были объединены в Радиовещательное учреждение Кипра. В 1964 году «PIK» стала членом «Европейского вещательного союза». В 1990 году PIK запустил третий радиоканал - ΡΙΚ Τρίτο Πρόγραμμα. В 1992 году РіК запустил телеканал РіК 2. В 2006 году ΡΙΚ запустил четвёртый радиоканал - ΡΙΚ Τέταρτο Πρόγραμμα.

## Телеканалы и радиостанции

### Общенациональные телеканалы общей тематики
Вещательная корпорация Республики Кипр имеет 3 телевизионных канала:
- PIK 1 — информационно-развлекательный телеканал на греческом языке.
  - Информационная программа Ειδήσεις, три выпуска в день
- PIK 2 — информационно-развлекательный телеканал на греческом, турецком и английском языках.
  - Информационные программы Ειδήσεις στην αγγλική, Ειδήσεις στην τουρκική один раз в день по 10 минут, Ειδήσεις στην Αγγλική και Τουρκική один раз в день по 25 минут

Доступны во всех районах Кипра через эфирное (цифровое (DVB-T) на ДМВ, ранее - аналоговое (PAL) на ДМВ и МВ), кабельное и спутниковое телевидение (цифровое (DVB-S)на СМВ), на первых двух каналах.

### Тематические общенациональные телеканалы
- PIK HD - HD-дубль PIK 1

Доступен во всех районах Кипра, но на второстепенном канале.

### Международные телеканалы
- РIK Sat — информационно-развлекательный телеканал, вещающий в Европе для граждан из Республики Кипр.
  - Информационная программа Ειδήσεις, три выпуска в день, Ειδήσεις στην αγγλική και τουρκική один выпуск в день

Доступен через спутниковое телевидение (цифровое (DVB-S)).

### Общенациональные радиостанции общей тематики
- Πρώτο Πρόγραμμα — информационно-развлекательная радиостанция на греческом языке.
- Δεύτερο Πρόγραμμα — информационно-развлекательная радиостанция на турецком, английском и греческом языках.
- Τρίτο Πρόγραμμα — международная грекоязычная информационно-развлекательная радиостанция для граждан для граждан Республики Кипр в Европе
- Τέταρτο Πρόγραμμα — развлекательная радиостанция на греческом языке.

Доступны через эфирное радиовещание (аналоговое на УКВ (УКВ CCIR), Πρώτο Πρόγραμμα и Τρίτο Πρόγραμμα] на СВ, ранее также и PIK Δεύτερο Πρόγραμμα), эфирное (цифровое (DVB-T) на МВ), кабельное, спутниковое телевидение (цифровое (DVB-S)) и интернет.

### РіК в интернете
- www.riknews.com.cy на греческом, турецком и английском языках через него осуществляется потоковое вещание PIK 1, PIK 2, PIK HD, РIK Sat (раздел Телевидение), PIK Πρώτο Πρόγραμμα, PIK Δεύτερο Πρόγραμμα, PIK Τέταρτο Πρόγραμμα и PIK Τρίτο Πρόγραμμα (раздел Радио), показываются новости в текстовом виде (разделы Новости и Спорт), программа передач (разделы Телевидение и Радиовещание, подразделы Программа), video on demand и audio on demand (одноимённые подразделы в разделах Телевидение и Радиовещание)
- страница в facebook новости в текстовом виде
- страница в twitter новости в текстовом виде

## Управление
Возглавляется Советом директоров (Διοικητικό Συμβούλιο), состоящим из председателя, одного заместителя председателя и 7 членов. Член Европейского вещательного союза и акционер-основатель Euronews.

## Цифровая платформа PIK
Цифровая платформа PIK: PIK 1, PIK 2, PIK HD, ЕРТ World, Euronews, PIK Πρώτο Πρόγραμμα, PIK Δεύτερο Πρόγραμμα и PIK Τέταρτο Πρόγραμμα.